# Аліментарні хвороби
Алімента́рні хворо́би — хвороби, що пов'язані із недостатнім або надлишковим харчуванням.
Незадовільний стан харчування призводять до зниження імунного і гуморального захисту організму і як наслідок до збільшення кількості інфекційних та неінфекційних захворювань, передчасному виснаженню організму і зростанню смертності; гальмування фізичного та психічного розвитку молодого організму і як наслідок зниження соціального статусу особи; ускладнення виконання організмом репродуктивної функції (зниження ймовірності запліднення, кволе та хворе потомство з незначною потенціальною тривалістю життя, низьким соціальним статусом та генетичними вадами).
Розлади харчування організму - це патологічні стани, обумовлені нестачею або надлишком необхідних для життєдіяльності харчових речовин, а також недостатністю або надлишковою енергетичною цінністю їжі. Аліментарні захворювання в основному виникають внаслідок тривалих порушень харчування.
До хвороб недостатності харчування належать при білковій та білково-енергетичній недостатності - аліментарна дистрофія, при вітамінній та мінеральній недостатності - цинга (вітамін С), пелагра (вітамін РР), бері-бері (вітамін В1), анемія (вітамін В12), ендемічний зоб (J), карієс (F).
Досконалість регулюючих систем організму не абсолютна, тому будь-яка формула збалансованого харчування не може бути однаково адекватною для всіх процесів життєдіяльності організму людини. Крім цього важливу роль відіграють індивідуальні генетичні особливості метаболізму і функцій органів і систем.
Наприклад, у разі споживання великої кількості насичених жирів або холестерину в одних людей ліпідний обмін суттєво не змінюється, тоді як в інших він порушується навіть у разі меншого їх споживання. Отже, один і той самий нутрієнт спричиняє індивідуальні метаболічні процеси організму, які доповнюються фізіологічними чинниками: віком, статтю, фізичною активністю тощо.
Можна виділити такі хвороби з аліментарним фактором ризику: атеросклероз (тваринні жири, холестерин, легкозасвоювані вуглеводи), злоякісні пухлини (копчені продукти, тваринні жири), цукровий діабет (легкозасвоювані вуглеводи, тваринні жири), подагра (пуринові основи, нуклеїнові кислоти, сечова кислота та інші азотовмісні екстрактивні речовини). Тому необхідне державне регулювання харчування населення.